# Brion (motorfiets)
Brion is een Belgisch historisch merk van motorfietsen.
Het is mogelijk het eerste Belgische motorfietsmerk uit de geschiedenis.
Lang werd gedacht dat de eerste Belgische motorfietsen door Minerva werden gemaakt, toen dat bedrijf de Zwitserse Zürcher & Lüthi-inbouwmotoren in licentie ging produceren. In 2014 werd ontdekt dat nog vóór Minerva de licentie kocht dezelfde motor door de firma Brion & Co. aan de Place Verte in Antwerpen werd aangeboden. De motor werd in 1900 aangeboden als "Moteur pour Bicyclette", maar in de advertenties werd een complete motorfiets voor 850 Belgische frank (ongeveer 21 Euro) aangeboden. 
De eerste Minerva had dan ook waarschijnlijk een door Brion ingevoerde motor. Die werd door Jan Olieslagers in een Minerva-fietsframe gemonteerd, maar het duurde enkele dagen eer Olieslagers de techniek begreep. Toen Minerva de licentie van de motor eenmaal bezat bleef Olieslagers daar als constructeur en motorcoureur actief. Waarschijnlijk verdween daardoor echter ook het merk Brion, want de import van de Z&L-motor was zinloos geworden.